# Deokgye (métro de Séoul)
Deokgye (hangeul : 덕계 ; hanja : 德溪) est une station de la ligne 1 (ligne Gyeongwon) du métro de Séoul. Elle est située au 17, Godeok-ro et au 139beon-gil, quartier Deokgye-dong de la ville de Yangju, sur le territoire de la province Gyeonggi, au nord-est de Séoul en Corée du Sud.
Mise en service en 2007, elle est desservie par les circulations d'omnibus de la ligne 1.

## Situation sur le réseau

Plan du réseau (2023)

Établie en aérien, Deokgye est une station de passage de la ligne 1 du métro de Séoul : elle est située entre la station Yangju, en direction du terminus ouest Incheon ou du terminus sud Sinchang via la station de bifurcation Guro, et la station Deokjeong en direction du terminus nord Yeoncheon,.

## Histoire
La station Deokgye, de la ligne 1 du métro de Séoul, sur la branche ligne Gyeongwon, est mise en service le 28 décembre 2007,,.

## Services aux voyageurs

### Accès et accueil
La station dispose de deux accès, de chaque côté, qui donnent sur les voies routières parallèles à la station. La billetterie et la distribution vers les quais est aménagée, sous les voies, au niveau du sol.

### Desserte
Deokgye dispose de deux quais numérotés 1 et 2. Ils sont équipés de portes palières et desservis par les rames omnibus de cette branche de la ligne 1.

Installations
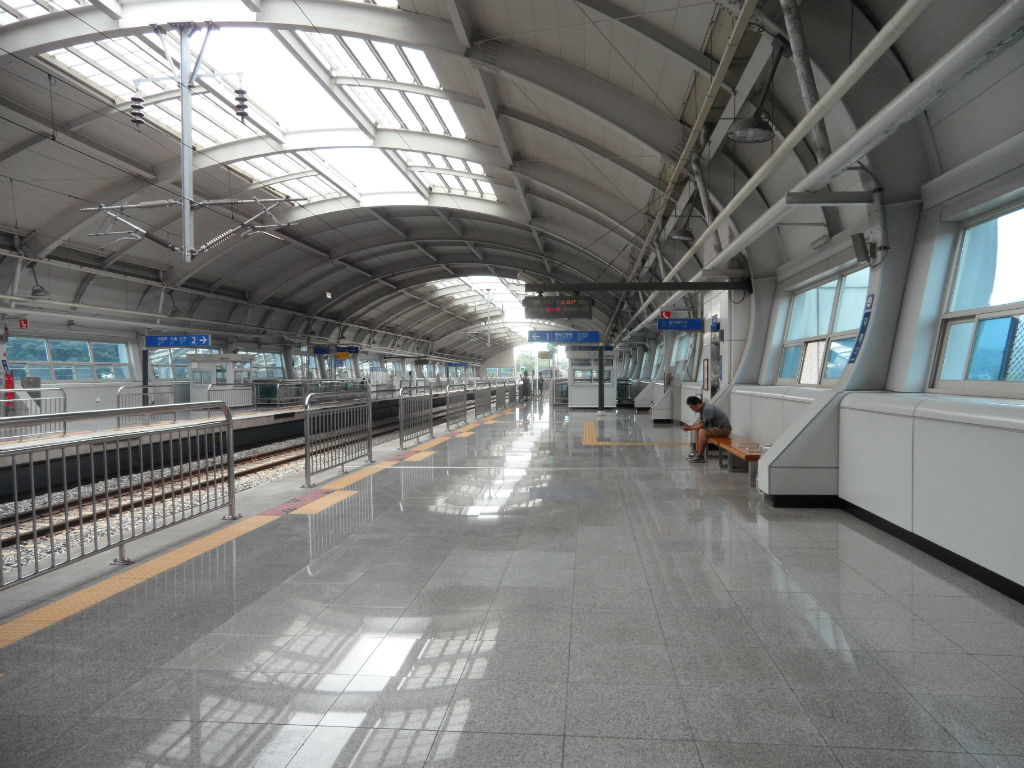
En 2014, quais sans portes palières.
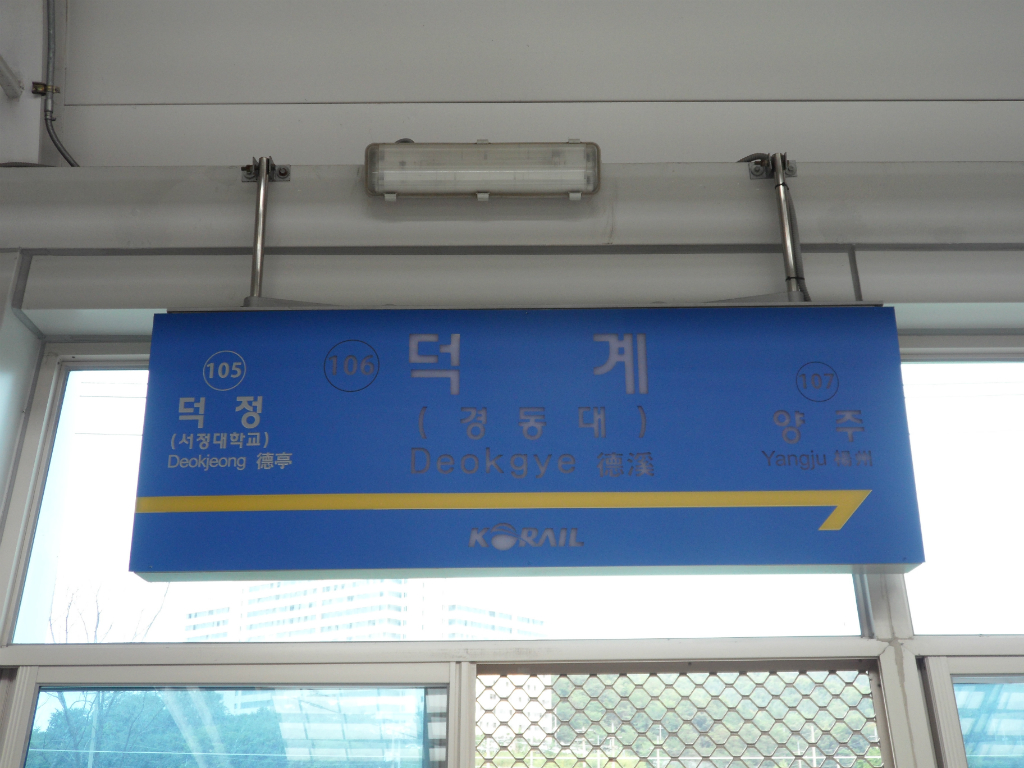
En 2014.
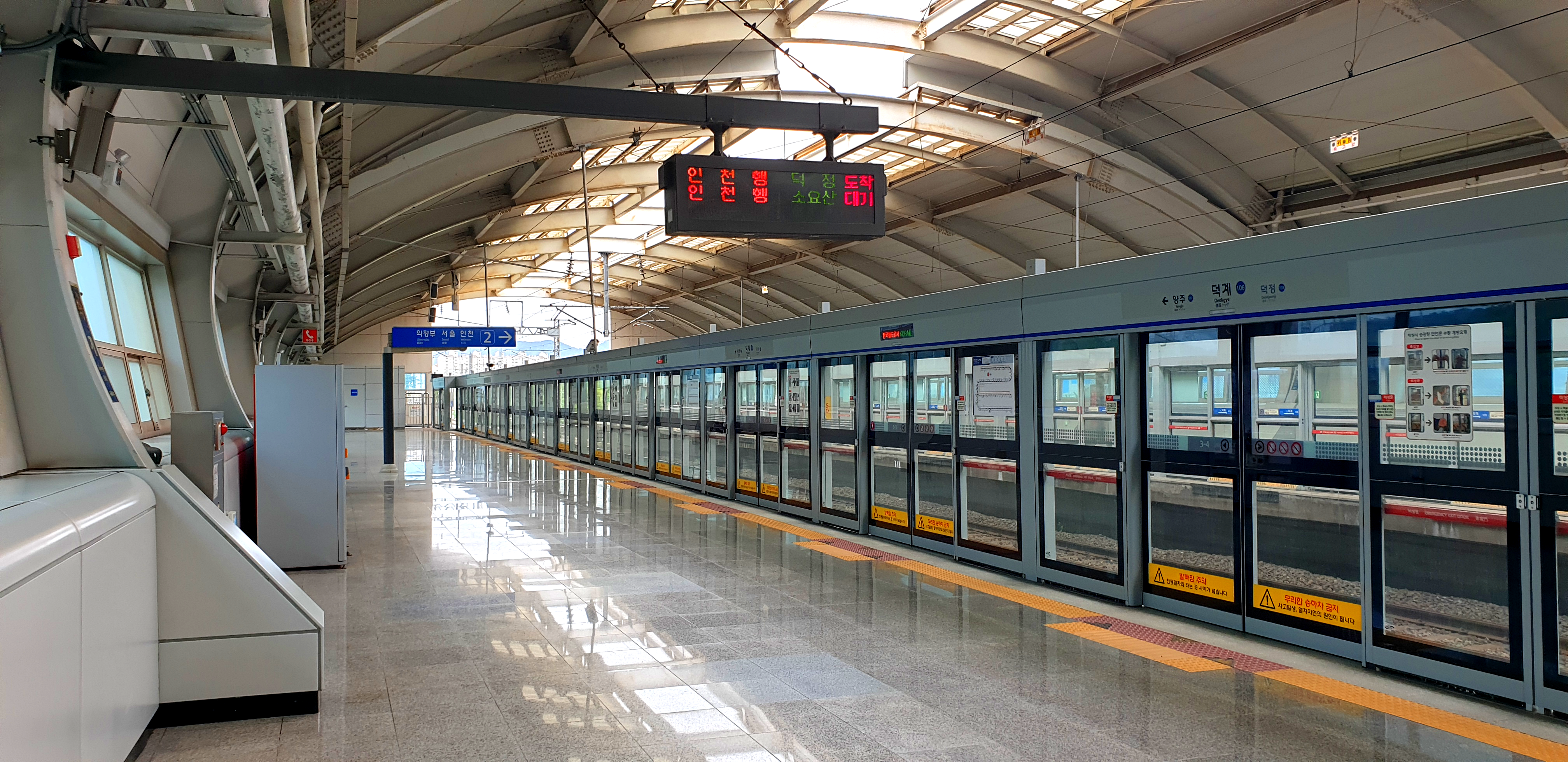
En 2021, quais avec portes palières.

### Intermodalité
Devant l'accès à la station il y a des accroches vélos et des parkings pour les véhicules. Des arrêts de bus sont desservis par les lignes : 72, 73, 73-1, 73-2, 73-3, et 700.